# Kurdamir
Kurdamir ( azeri: Kürdəmir) é um dos cinqüenta e nove rayones nos que subdivide politicamente a República do Azerbaijão. A cidade capital é a cidade de Kürdəmir.

## Território e População
Este rayon é possuidor una superfície de 1.632 quilômetros quadrados, os quais são o lugar de uma população composta por umas 94.200 pessoas. Por onde, a densidade populacional se eleva a cifra dos 57,72 habitantes por cada quilômetro quadrado de este rayon.

## Economia
A região está dominada pela agricultura. Destaca-se o cultivo de cereais, a produção de vinho e algodão.